# Дмитриева, Ирина Константиновна
Ирина Константиновна Дмитриева (24 марта 1933, Москва — 6 мая 2019) — юрист, специалист по советскому и российскому нормативному и договорному регулированию трудовых и социально-трудовых отношений; выпускница юридического факультета МГУ (1956); доктор юридических наук (2004), профессор кафедры трудового права на юридическом факультете МГУ (2009) и профессор кафедры трудового права и права социального обеспечения Российской правовой академии Минюста России; заслуженный преподаватель Московского университета (1999).

## Биография
Ирина Дмитриева родилась 24 марта 1933 года в Москве; в 1956 году она получила высшее образование на юридическом факультете МГУ имени Ломоносова. В том же году она начала работать в МГУ: стала сотрудницей отдела кадров; в период с 1962 по 1982 год она являлась начальницей юридического отдела университета. В 1976 году была принята на кафедру трудового права — заняла позицию старшего преподавателя, а позднее стала доцентом данной кафедры.
В 1982 году Дмитриева защитила кандидатскую диссертацию на тему «Особенности правового регулирования труда научно-педагогических работников вузов» — стала кандидатом юридических наук; в 2004 году она успешно защитила докторскую диссертацию на тему «Принципы российского трудового права», получив степень доктора юридических наук. Участвовала в законопроектных работах: дважды являлась экспертом комитета по труду и социальной политике в Государственной Думы РФ — в 1994—1995 годах, а затем снова — в 2000—2001 годах. В период между 1999 и 2000 годами она являлась экспертом комитета по законодательству российской Госдумы и членом рабочей группы по подготовке проекта Трудового кодекса России.
В МГУ Дмитриева читала студентам лекции по трудовому праву и вела соответствующие семинары; состояла членом методической комиссии факультета. Являлась одним из соавтором кафедрального учебника и практикума по трудовому праву («Трудовое право», 2002); участвовала в подготовке пособия для поступающих в университет по курсу «Обществознание». В 2012 году была награждена грамотой «Выбор вузов России — 2012» с формулировкой «за неоценимый вклад в повышение качества высшего образования в России за учебник „Трудовое право“, по которому учатся студенты в 181 вузе страны».

## Работы
- «Трудовое право» (соавт., 2002) — грамота «Выбор вузов России — 2012»
- Принципы российского трудового права. Монография / Дмитриева И. К. — М.: РПА МЮ РФ, 2004. — 334 c.